# Родна транзиција
Родна транзиција је процес афирмације родног идентитета, у супротности са полом. Представља препоручени ток лечења за особе које се боре са родном дисфоријом, пружајући побољшане исходе менталног здравља код већине људи.
Друштвена транзиција представља излазак из ормара за трансродне особе, односно коришћење новог имена, заменица и родног изражавања. Ово је обично први корак у родној транзицији. Друштвена транзиција је присутна у скоро сваком узрасту, јер не подразумева медицинске процедуре. Међутим, то може бити предуслов за приступ трансродној здравственој заштити на у многим државама.
Медицинска транзиција подразумева хормонску и гласовну терапију, као и операцију промене пола. Могућност започињања медицинске транзиције се обично добија након дијагнозе родне дисфорије.
Родна транзиција је процес који може трајати од неколико месеци до неколико година. Због индивидуалности, не постоји јединствени приступ транзицији.

## Спљашње везе
- Како изгледа родна транзиција у различитим деловима света
- Водич кроз транзицију за транс особе у Србији